# Meroles ctenodactylus
Meroles ctenodactylus (велетенський меролес) — вид ящірок родини ящіркових (Lacertidae). Мешкає в Намібії і ПАР.

## Поширення і екологія
Велетенські меролеси мешкають в пустелях Намібу та Намакваленду на південному заході Намібії та на північному заході ПАР, серед піщаних дюн і чагарників сукулентного кару, на висоті до 1400 м над рівнем моря. Шукають їжу на піщаних поверхнях, зариваються в пісок.